# Chiesa di Sant'Agata (Lendinara)
La chiesa di Sant'Agata, indicata anche come chiesa di San Francesco, è un luogo di culto cattolico di Lendinara, chiesa del locale convento dei Frati Minori Cappuccini. e amministrativamente parte del vicariato di Lendinara, a sua volta della diocesi di Adria-Rovigo.

## Storia
La chiesa di Sant'Agata venne fondata nel 1486 per il convento delle monache benedettine cassinesi e fu dedicata a Sant'Agata. Tra il Seicento e il Settecento venne restaurata la chiesa e ampliato il convento. Nel 1810 il monastero venne soppresso. La chiesa e il convento rimasero chiusi per vent'anni prima dell'acquisto da parte di don Gaetano Baccari. Il monastero venne affidato ai Frati Cappuccini, venne nuovamente soppresso nel 1868, salvo poi tornare ai Cappuccini nel 1876, prendendo il nome di San Francesco.

## Descrizione
La chiesa, per come appare ai nostri giorni, mantiene le antiche mura perimetrali e il campanile del Settecento, con cella campanaria balaustrata e lanternino a cupola. L'interno, a navata unica, è stato ristrutturato nell'Ottocento, quando venne dato un nuovo orientamento all'asse della chiesa, opposto al precedente. La navata è ritmata da paraste di ordine ionico ed ha un profondo presbiterio, ai lati del quale sono presenti due ambienti adibiti a coro. La facciata a due spioventi viene delimitata da lesene ed è dotata di un rosone centrale e di un portale architravato con portico, aggiunto nel novecento. Sull'altar maggiore, entro un'ancona lignea, è presente il dipinto Maria Vergine con il Bambino e San Francesco (1835) di Giovanni Baccari a cui si deve anche la Crocifissione presente sul retro. Nel coro si conservano una tela con l′Annunciazione, a sinistra, e una Visitazione, a destra (probabilmente del sec. XVI), in gran parte ridipinte. Al centro è collocata l'Adorazione dei Magi di un artista veneto del cinquecento vicino ai modi di Francesco Rizzo da Santacroce. Nella sala lettura del convento vengono conservate le tele de Il sacrificio di Abramo, Giacobbe carpisce la benedizione di Isacco e Rebecca al pozzo (fine seicento) del lendinarese Francesco Mosca. Nel refettorio si trovano altri dipinti: San Pietro che resuscita Tabita, copia tratta dall'omonimo dipinto del Guercino, e San Girolamo in meditazione, replica del dipinto di Jacopo Palma il Giovane. Negli ambienti del convento è presente anche la tela Sant'Agata (1834) di Andrea Pozzi, in passato collocata sull'altare maggiore ed oggi in precarie condizioni.